# Secretly
Secretly  è il secondo singolo estratto dal terzo album degli Skunk Anansie Post Orgasmic Chill. La canzone è stata utilizzata nella colonna sonora del film Cruel Intentions.

## Descrizione
È una ballata che tiene accostamenti elettronici,pop e di rock alternativo.il brano è stato usato nel film Cruel Intentions e usato nei titoli di coda.

## Significato dei testi
Skin ha dichiarato che il testo parla di 
.

## Videoclip
Il video del brano è stato girato da Giuseppe Capotondi.

## Tracce
CD 1
1. "Secretly" 4:46
2. "King Psychotic Size" 4:28
3. "Painkillers" 2:32
4. Interactive Section

CD 2
1. "Secretly" 4:46
2. "Secretly (Optical Vocal Mix)" 8:10
3. "Breathing" 2:53

## Classifiche
| Classifica (1999) | Posizione massima |
| ----------------- | ----------------- |
| Belgio (Fiandre)  | 64                |
| Islanda           | 2                 |
| Italia            | 3                 |
| Lituania          | 34                |
| Paesi Bassi       | 30                |
| Regno Unito       | 16                |